# Love's Theme
«Love's Theme» es una pieza instrumental grabada por la orquesta de Barry White, The Love Unlimited Orchestra a mediados de 1973 y lanzada en febrero de 1974 como la cara A de un sencillo. Es uno de los pocos singles puramente orquestales que llegaron al número 1 de las listas Hot 100 de los Estados Unidos, lo cual ocurrió en los primeros días de febrero de 1974. Billboard la calificó como la tercera canción de 1974. La pieza fue incluida en dos álbumes: "Under the Influence of... Love Unlimited" (del grupo vocal femenino Love Unlimited) en 1973 y en "Rhapsody in White" (de Love Unlimited Orchestra) en 1974.
Se trata de uno de los temas instrumentales más exitosos de todos los tiempos, siendo utilizado en un sinfin de anuncios publicitarios de radio, cortinas musicales, programas de televisión, además de aparecer en algunas películas, otorgando a Barry White regalías por varios millones de dólares con el paso de los años.
El tema está considerado por el autor y periodista Peter Shapiro como una importante influencia para el sonido disco, el cual tendría inmensa popularidad en los años siguientes, y en general se considera a Love's Theme como uno de los primeros temas "proto disco". La canción fue también popular en las listas Adult Contemporary de los Estados Unidos, en la cual estuvo dos semanas en la primera posición.
En 1974, "Love's theme" fue versionada vocalmente por Love Unlimited, la cual aparece en su álbum In Heat de 1974.

## Antecedentes
El tema fue compuesto completamente por White, a pesar de no tener educación formal en teoría musical. Según indica en sus biografías, compuso el instrumental en 1963 mientras trabajaba en Mustang Bronco, al deducir que no era bueno componiendo letras. Fue catalogado como "no comercial" por los ejecutivos de la compañía.
En su lanzamiento, 10 años después, en 1973, cuando finalmente consiguió los fondos para su producción, Love's Theme iba a ser originalmente un tema vocal, pero White cambió de idea cuando oyó los arreglos de cuerda que Gene Page hizo para el tema. El sonido resultante impactó profundamente a White, por lo que decidió grabar el tema como un instrumental, para posteriormente lanzar una versión vocal con arreglos similares, voces cantadas por el grupo Love Unlimited y letras escritas por Aaron Schroeder.
El tema se compone de una amplia sección de cuerda tomando el papel solista al frente de los demás instrumentos, con acentos ocasionales de vientos y metales. El piso rítmico lo conforma un piano marcando ritmos sincopados, la batería, el bajo y dos guitarras eléctricas, una de ellas ejecutando el famoso "wah-wah" tan reconocible del tema y evidentemente tomado prestado del funk. Posee tres secciones principales idénticas entre sí pero con diferencias sutiles en la ejecución de los instrumentos rítmicos, con acentos más marcados y arreglos de metales más intensos en la última sección. La segunda y tercera sección se encuentran conectadas con un puente donde los vientos y metales toman papel predominante y realzan la línea melódica de la cuerda. El tema posee una estructura poco habitual en ese entonces (y aun hoy en día), lo cual, con su ritmo, instrumentación y elementos tomados de otros estilos musicales convirtieron al tema en una fuerte influencia de lo que un año más tarde se convertiría en música Disco.

## Producción y grabación
La grabación fue realizada durante el primer semestre de 1973 en Whitney Recording Studios, Glendale, California, famoso estudio propiedad del organista Lorin Whitney. El estudio era conocido por poseer en sus instalaciones un órgano de tubos, usado multitud de veces por el mismo Lorin en programas radiales y discos de música cristiana, bandas sonoras de dibujos animados de Disney, etc. White acudía siempre a los estudios Whitney al tener especial aprecio por el sonido que reverberaba en las paredes del estudio, además de ser relativamente poco conocido en ese entonces. El personal lo componían al menos 24 músicos, entre sección de cuerda (violines, violas, violoncellos), sección rítmica (batería, bajo, guitarras), vientos y metales (flautas y cornos franceses), piano y arpa. Gene Page redistribuyó el espacio dentro del enorme Estudio A para alojar a la orquesta y los músicos, en una versión reducida y preeliminar de lo que en pocos meses más sería la Love Unlimited Orchestra grabando discos bajo su propio nombre.
Toda la melodía fue dictada por White a Gene Page y los músicos mediante tarareos, acordes en piano, golpes con las palmas en sus piernas o notas en una grabadora de voz. Gene Page escribía los arreglos y partituras para los diferentes instrumentos de la orquesta, los cuales muchas veces debieron ser reescritos si White no estaba de acuerdo. Según el famoso baterista Ed Greene, quien tocó la batería en la grabación de estudio, White fue quien indicaba cómo debía sonar cada instrumento.

Grabación:
- Grabadora multipista: 3M M79 de 16 canales + grabadoras Ampex, Scully secundarias
- Cinta máster: Ampex 24-track
- Mesa de mezclas: Neve A94
- Micrófonos Neumann, AKG, Sony
- Monitores de estudio JBL
- Reverb: EMT 140 Stereo

## Personal
- Composición: Barry White
- Dirección orquesta: Gene Page
- Arreglos de cuerda: Gene Page, Barry White
- Guitarra rítmica: David T. Walker
- Guitarra Wah-wah: Melvin Ragin (Wah-wah Watson)
- Bajo: Wilton Felder
- Batería: Ed Greene
- Piano: Barry White
- Arpa: Stella Castellucci
- Ingeniero de grabación: Frank Kejmar
- Masterizado: Gary N. Mayo

## Posicionamiento
| Fecha de grabación  | Fecha de lanzamiento | Canción        | Posición en la lista | Posición en la lista | Posición en la lista | Certificación |
| Fecha de grabación  | Fecha de lanzamiento | Canción        | EE.RR Hot 100        | EE.UU R&B            | Reino Unido          | Certificación |
| ------------------- | -------------------- | -------------- | -------------------- | -------------------- | -------------------- | ------------- |
| 20 de julio de 1973 | 20 de enero de 1974  | "Love's Theme" | 1                    | 10                   | 10                   | Oro           |